# Concordata suspensiva
NOTA IMPORTANTE:
O presente artigo se refere ao instituto da Concordata, previsto na antiga Lei de Falências do Brasil (Decreto-lei nº 7.661, de 21 de junho de 1945). Essa lei foi expressamente revogada pela atual Lei das Falências (Lei nº 11.101, de 09 de fevereiro de 2005), com vigência a partir de 09 de junho de 2005. Os procedimentos da lei antiga valem para processos de falência ou concordata ajuizados até 08 de junho de 2005.
O instituto da Concordata já não mais existe no direito brasileiro, tendo a atual Lei de Falências criado em substituição o instituto da Recuperação Judicial.

"A concordata suspensiva, como o próprio nome diz, serve para suspender uma falência já decretada." (FÜHRER, 1995, p. 134) 
O comerciante falido pode obter a suspensão da falência requerendo ao juiz que lhe seja concedida concordata suspensiva. 
A suspensiva, ao invés de evitar a falência, é requerida durante o processo falimentar, logo após a sentença declaratória da quebra e visa sustar os drásticos efeitos da falência, evitando que a empresa seja liquidada. Denomina-se, também, de concordata extintiva ou terminativa. 
Segundo Roberto Barcellos de Magalhães, citado por Amador Paes de Almeida, constituiu-se "na última oportunidade concedida ao devedor para honrar os seus compromissos, fugindo da interdição dos exercícios do comércio, como conseqüência da falência." (Almeida, 1996, p. 422) 
Trata-se de uma proposta feita em juízo visando uma melhor forma de pagamento aos credores quirografários, a fim de, se acatada e concedida por sentença do juiz, declara suspenso o processo da falência.

## Objetivos da concordata suspensiva
Como Amador Paes de Almeida diz, "a concordata suspensiva objetiva sustar os efeitos danosos da falência, ensejando melhor forma de pagamento aos credores (em lugar da venda dos bens pela melhor oferta ou em leilão), ao mesmo tempo que, evitando a liquidação do estabelecimento, possibilita a continuidade da empresa." (Almeida, 1996, p. 422) 
A concordata suspensiva objetiva um resultado dilatório nos pagamentos ou uma porcentagem de remissão imediata, sendo mais comum a junção de ambos os objetivos. Além disso, a proposta de concordata suspensiva é feita a fim de sensibilizar os credores, obedecidos, é óbvio, os requisitos legais. 
O objetivo da lei, também, ao facultar a concordata suspensiva, é possibilitar a recuperação da empresa e não levando-a à liquidação, dissolução e extinção.

## Legitimidade ativa
Só possui legitimidade ativa para requerer a concordata suspensiva o devedor que for comerciante regular ou industrial. 
Como a concordata suspensiva emerge do processo falimentar, seu sujeito ativo é falido. 
Sendo uma concordata suspensiva requerida pelo espólio, este se faz representar pelo inventariante mediante autorização dos herdeiros e sucessores do "de cujus". 
A sociedade comercial é representada pelo diretor ou gerente. 
Para o requerimento da concordata suspensiva, faz-se necessário o consentimento de todos os sócios de responsabilidade solidária nas sociedades em nome coletivo, em comandita simples, em comandita por ações. É necessário a unanimidade de ações dos sócios na sociedade de capital e industrial e nas por quotas de responsabilidade limitada. Nas sociedades anônimas, pelo consentimento da assembléia dos acionistas, conforme a lei especial.

### Prazo para a interposição da concordata suspensiva
A interposição da concordata suspensiva tem um momento para ser realizada. O síndico na falência apresenta o relatório posterior à formação do quadro geral doa credores e no qual o síndico explora os atos de administração da massa o passivo e o ativo, as ações em que a massa for interessada e os atos suscetíveis de revogação. Nos cinco dias seguintes ao vencimento do prazo que tinha o síndico para apresentar e seu relatório, deve o falido requerer a concordata. 
Contudo, esse momento deve ser precedido de exame, pelo falido da inexistência dos impedimentos do artigo 140 e não haver recebimento de denúncia ou queixa contra o falido no inquérito judicial, pois esse recebimento obsta a concordata suspensiva.

### Requisitos
São dois os requisitos para o requerimento da concordata suspensiva: 
- a) a existência da decretação da falência;

- b) a inexistência da qualquer crime falimentar.

A falência é requisito pois só o falido pode requerer concordata suspensiva no decorrer do processo falimentar. 
A inexistência de crime falimentar decorre da previsão legal do artigo da lei da Falência, que diz: 
"O recebimento da denúncia ou da queixa obstará, até a sentença final definida, a concordata suspensiva da falência."

## Efeitos da concordata suspensiva
A lei de Falência no seu artigo 183 indica os efeitos claros da sentença que concede a concordata suspensiva, desde que não haja recurso. 
Sendo a falência suspensa, resulta os seguintes efeitos: 
- a) os bens arrecadados pelo síndico voltam a ser administrados pelo concordatário;

- b) o concordatário readquire a livre faculdade de disposição dos seus bens;

- c) livre disposição é limitada nos casos de:

não poder alienar ou onerar os bens imóveis ou outros sujeitos as cláusulas da concordata, sem autorização do juiz; 
não pode vender ou transferir o seu estabelecimento sem o consentimento expresso de todos os credores admitidos e sujeitos aos efeitos da concordata. 

## Procedimento da concordata suspensiva
A concordata suspensiva é proposta nos próprios autos da falência, em processo falimentar em curso. Após a apresentação do quadro geral dos credores e da solução do inquérito judicial na falência, o síndico apresenta o seu relatório. 
Nos cinco dias seguintes ao vencimento do prazo para entrega do relatório do síndico em cartório, o falido pode fazer seu pedido de concordata suspensiva, através de petição inicial devidamente instruída obedecendo às regras de do art. 282 do Código de Processo Civil. Além disso, deve demonstrar que não há a existência de impedimentos do art. 111 e que não possui os impedimentos do art. 140, ambos da lei da Falência. O devedor deve oferecer também aos credores quirografários o pagamento mínimo de 35%, se for à vista ou 50% (cinqüenta por cento) se for a prazo, o qual não poderá exceder os dois anos, devendo ser pagos pelo menos dois quintos no primeiro ano. 
Apresentada a petição com o pedido de concordata suspensiva, faz-se conclusão ao juiz que verificará os requisitos legais. O juiz poderá denegar de plano, se ausente os requisitos ou determinar o procedimento, se presentes àqueles. Se o pedido estiver em ordem, o juiz mandará publicar edital intimando os credores que durante 5 (cinco) dias poderão opor embargos à concordata se assim desejarem. Esses embargos só poderão se fundamentar num dos motivos do art. 143 da lei da falência. 
Caso não haja embargos dos credores, ou se forem rejeitados, o juiz concederá a concordata suspensiva, suspendendo a falência e devolvendo os bens arrancados à administração do falido, ora concordatário, dando cumprimento à concordata suspensiva. 
Se oferecidos os embargos, abre-se a prazo para a contestação aos embargos e produção de provas. Caso sejam precedentes os embargos ou ausentes os requeridos legais, o juiz denegará a concordata julgando indeferido o pedido e a falência tem prosseguimento, dando-se início à liquidação da empresa.